# Calyptophractus retusus
Calyptophractus retusus е вид бозайник от семейство Броненосцови (Dasypodidae), единствен представител на род Calyptophractus.

## Разпространение
Видът е разпространен в Аржентина (Салта, Сантяго дел Естеро и Чако), Боливия и Парагвай.